# ケイティ (2002年の映画)
『ケイティ』（原題：Abandon）は、アメリカ合衆国の映画。原作はショーン・デズモンドの小説"Adams Fall"。なお、原著は映画化に際して"Abandon"に改題された。

## あらすじ
女子大生ケイティのボーイフレンドのエンブリーは行方不明になり、ケイティは孤独を感じていた。一方、エンブリー失踪事件の捜査本部に新しくハンドラー刑事が入った。エンブリーは両親の遺産の入った口座を持っていたが、その口座から誰かが預金を引き出した形跡はなかった。ハンドラーとケイティは互いに特別な感情を抱くが、今度はケイティの友人ハリソンが行方不明になった。

## キャスト
※（）は日本語吹き替え
- ケイティ・バーク - ケイティ・ホームズ（宮島依里）
- ウェイド・ハンドラー刑事 - ベンジャミン・ブラット（小山力也）
- エンブリー・ラーキン - チャーリー・ハナム（内田夕夜）
- サマンサ - ズーイー・デシャネル（伊藤亜矢子）
- ムーシー・ジュリー - メラニー・ジェイン・リンスキー
- マーク・フォイアスタイン
- ビル・ステイトン警部補 - フレッド・ウォード（堀部隆一）
- フィリップ・ボスコ
- ガブリエル・マン
- ウィル・マコーマック
- ガブリエル・ユニオン
- グレッグ・クレイマー

## 公開
この映画の週末興行成績は5,064,077ドルで、その週の週末興行成績ランキング第7位に入った。

## 評価
この映画には否定的な批評が多く寄せられ、「バラエティ」誌はこの映画を「『危険な情事』気取りの飾り立てた映画だ」と評した。